# Волгоградская областная дума
Волгогра́дская областна́я ду́ма (кратко — Волгоградская облду́ма) — постоянно действующий, высший и единственный, выборный представительный и законодательный орган государственной власти, обладающим правом представлять интересы населения и принимать от его имени законодательные акты по предметам ведения Волгоградской области, а также в пределах полномочий области по предметам совместного ведения Волгоградской области и Российской Федерации (п. 1 ст. 22 Устава Волгоградской области).
Правовой статус Волгоградской областной думы определён в главе III Устава Волгоградской области.

## История

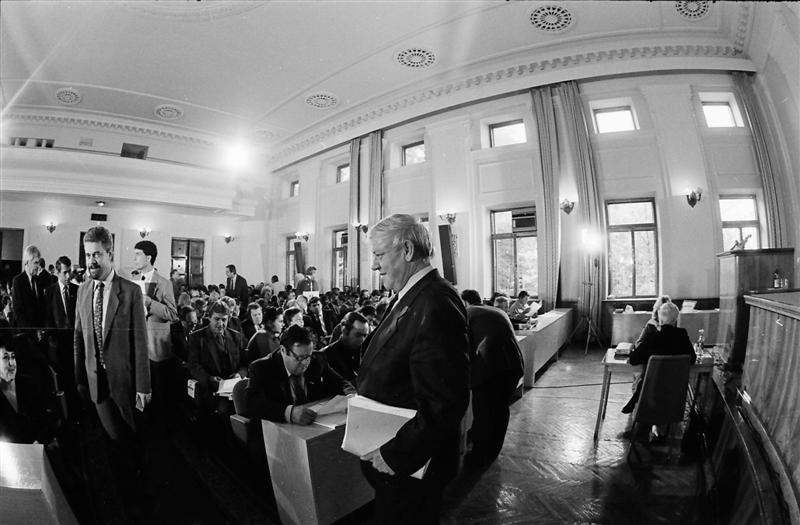
Председатель исполнительного комитета Волгоградского областного Совета народных депутатов И. П. Шабунин.
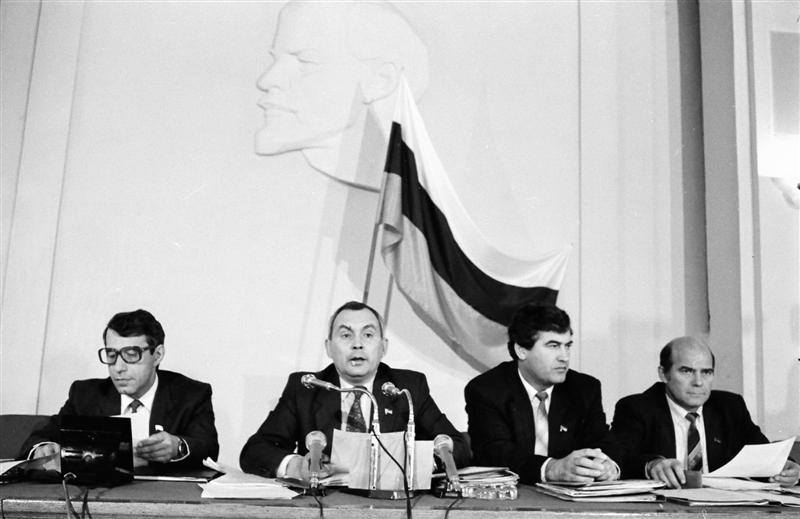
Председатель областного Совета народных депутатов А. Г. Морозов. Заместители председателя В. Н. Беспалов, А. А. Дильман, А. М. Пономарёв.
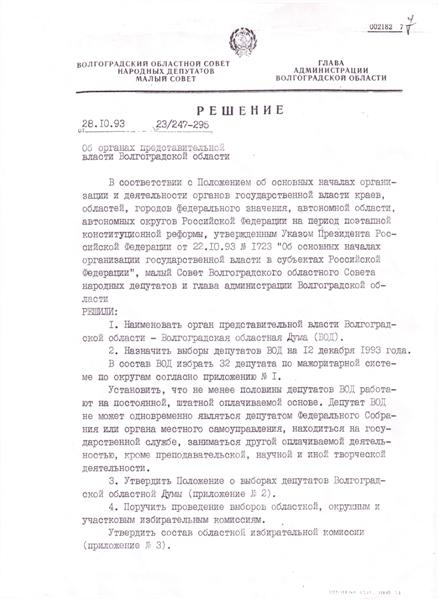
Решение малого совета народных депутатов.
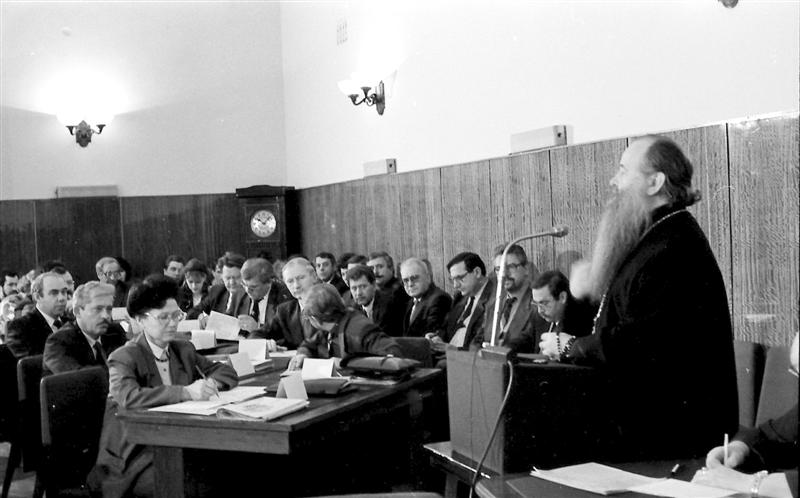
Владыка Герман обращается с приветственным словом к депутатам нового законодательного органа Волгоградской области

### Выборы в Волгоградскую областную думу
Согласно п. 3 ст. 22 Устава Волгоградской области, Волгоградская областная дума считается правомочной, если в её состав избрано не менее двух третей от установленного числа депутатов (то есть не менее 26 депутатов).

## Депутаты
Волгоградская областная дума состоит из 38 депутатов, избираемых на пять лет, 19 из которых избираются по одномандатным избирательным округам, 19 — по единому избирательному округу пропорционально числу голосов, поданных за списки кандидатов в депутаты, выдвинутые избирательными объединениями в соответствии с законодательством о выборах.(п. 2 ст. 14 Устава Волгоградской области)

## Структура

### Председатель
Первое заседание вновь избранной Волгоградской областной думы созывается Избирательной комиссией Волгоградской области не позднее чем в трёхнедельный срок после избрания Волгоградской областной думы, открывается и ведётся старейшим по возрасту вновь избранным депутатом до избрания председателя Волгоградской областной думы (ст. 23 Устава Волгоградской области).

## Управление делами (Аппарат)
Согласно п. 5 ст. 22 Устава Волгоградской области, «организационное, правовое, информационное и материально-техническое обеспечение работы Волгоградской областной думы осуществляет аппарат, статус и социальные гарантии сотрудников которого определяются областным законодательством».

## Созывы

### Первый созыв
Волгоградская областная Дума I созыва (состав)

### Второй созыв
Волгоградская областная Дума II созыва (состав)

### Третий созыв
Волгоградская областная Дума III созыва (состав)
Депутат Волгоградской областной думы III созыва от партии Справедливая Россия Николай Волков был осуждён за педофилию. Как установило следствие, в период с 2007 по 2009 Волков совершил серию изнасилований несовершеннолетних девочек, самой маленькой из которых было семь лет. После первого задержания сбежал из-под стражи во время следственного эксперимента. Был пойман спустя год, в марте 2011, с документами на чужое имя. Суд признал Волкова виновным в 7 эпизодах насильственных действий сексуального характера в отношении малолетних с использованием их беспомощного состояния, половых сношениях (3 эпизода) и развратных действиях (9 эпизодов) с лицами, заведомо не достигшими 16-летнего возраста, побеге из-под стражи, использовании подложного документа и приговорил к 14 годам лишения свободы, а также штрафу в размере 50 тысяч рублей.

### Четвёртый созыв
Волгоградская областная Дума IV созыва (состав) (март 2009 г. — март 2014 г.), 38 депутатов, срок полномочий — 5 лет. Выборы состоялись в единый день голосования 1 марта 2009 года.
В феврале 2011 года стало известно, что Волгоградская областная дума выступила заказчиком аукционов на поставку легковых автомобилей для собственных нужд. Сумма государственного заказа должна была составить около 30 миллионов рублей. Когда данный факт стал достоянием гласности, председатель думы отменил своё решение. При этом простые депутаты заявили, что не знали о данном заказе.
После скандала с отставкой главы Волгограда Романа Гребенникова, часть депутатов выразила своё несогласие с действиями регионального отделения партии. 22 марта заявление о выходе из партии написала председатель комитета по здравоохранению и молодёжной политике облдумы Наталья Латышевская: "Крайне возмущена, как быстро расправляются и предают однопартийцев, которые в одночасье становятся неугодными, главы районов, мэр Волгограда Роман Гребенников и другие. При этом вопиющие нарушения и промахи областного руководства не замечаются и ни разу не обсуждались на политсовете ЕР. Взять хотя бы последнюю историю с вице-губернатором Фёдором Щербаковым, которая дошла до уголовного дела. Наталья Латышевская также выразила несогласие с отменой выборов главы Волгограда, происходящей на фоне безучастности власти в вопросе улучшения качества жизни населения. По мнения экспертов, Латышевская является авторитетным политиком, поэтому её уход из Единой России будет для последней серьёзной потерей, последствия которой отразятся и на результатах предстоящих выборов. 25 марта о намерении покинуть фракцию в областной думе заявил заместитель председателя комитета по строительству, жилищно-коммунальной политике и дорожному комплексу Андрей Попков, завив, что «Это обдуманный шаг в преддверии выборов в Государственную Думу». Несмотря на обдуманность своего поступка, Андрей Попков уже спустя четыре дня вернулся в ряды фракции «Единая Россия». 28 марта из фракции вышел Дмитрий Лунев, ранее исключённый из партии за поддержку отстранённого Романа Гребенникова.

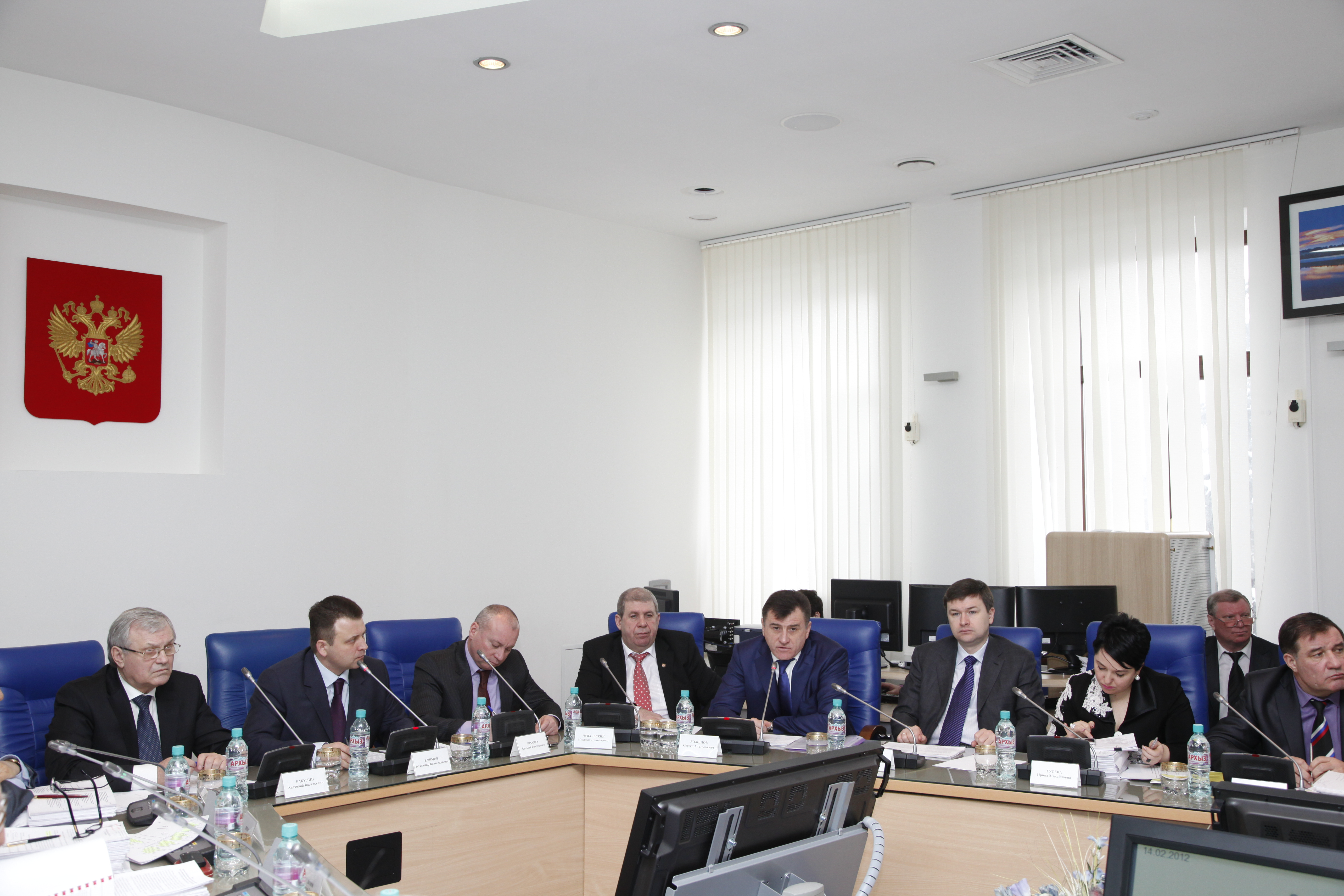
Заседание 14 февраля 2011 года по принятию новой редакции устава области

В 2011 году Волгоградского управление Федеральной антимонопольной службы возбудило дело по признакам нарушения части 1 статьи 15 ФЗ «О защите конкуренции» в отношении Волгоградской областной думы и администрации Волгоградской области. По утверждению заявителя, главного редактора информационного агентства «Высота 102» Александра Осипова, ОАО «Волга-Медиа» (издатель газеты «Волгоградская правда»), 100 % акций которого принадлежат администрации Волгоградской области, в нарушение закона предоставлены субсидии за счет средств областного бюджета на покрытие затрат этого предприятия на производство продукции средств массовой информации. данное решение было принято Анатолием Бровко во исполнение поручения президента о необходимости расстаться с государственными СМИ. Рассмотрение дело отложено до сентября 2011 года
В 2011 году активно проходит обсуждение законопроекта «О правительстве Волгоградской области». Суть изменений заключается в реорганизации администрации Волгоградской области, подконтрольной только главе администрации области, в правительство, председатель и министры которого будут назначаться областной думой. Таким образом облдума намеревается расширить собственные контрольные полномочия в отношении исполнительной власти. Между тем, на начало июля 2011 года проект является достаточно «сырым». Сам глава обладминистрации Анатолий Бровко первоначально заявлял, что «рассмотрение вопроса о создании в Волгоградской области правительства в условиях финансово-экономического кризиса является несвоевременным». Затем Бровко изменил своё мнение и в новом проекте уже заметно лоббирование интересов администрации.
В конце мая 2011 года было принято решение об изменении процедуры ежегодного отчета главы администрации области перед областной думой. Так, в соответствии с новым регламентом нельзя задавать вопросы главе администрации непосредственно во время отчёта — они должны быть поданы заблаговременно в письменной форме, после чего должны быть согласованы в профильном комитете, за окончательный перечень вопросов депутаты голосуют на заседании думы. Только после этого вопросы направляются в аппарат главы администрации. Кроме того, время на выступление депутатов сокращено с пяти до трёх минут. Сам же отчёт Анатолий Бровко должен был представить ещё в январе 2011 года. В феврале на одном из заседаний облдумы срок подготовки был определён до конца марта. Соответствующее письмо депутаты направили главе региона. Однако Бровко, сославшись на занятость, перенёс доклад на неопределённый срок. Эксперты полагают, что срок отчета откладывался из-за отсутствием у нового главы региона «весомых побед». В итоге доклад был озвучен спустя полгода, 14 июля.

### Пятый созыв
Волгоградская областная Дума V созыва (состав) (сентябрь 2014 г. — сентябрь 2019 г.)
На первом заседании V созыва 2 октября 2015 года Семисотов Николай Петрович был избран Председателем Волгоградской областной думы.
В структуре областной думе сформировано 10 комитетов и 2 комиссии, основным направлением деятельности которых является формирование правовой базы, обеспечивающей социально-экономические преобразования в области. На постоянной профессиональной основе в думе работают 14 депутатов, остальные 24 совмещают депутатскую деятельность с основным местом работы.

### Шестой созыв
Шестой созыв действует с сентября 2019 по сентябрь 2024 года.
Выборы в Волгоградскую областную думу состоялись в единый день голосования 8 сентября 2019 года, вместе с выборами главы региона — Губернатора Волгоградской области, а также представительных органов местного самоуправления и глав муниципальных образований Волгоградской области.
Выборы в законодательное собрание региона проходили по смешанной избирательной системе: избрано 38 депутатов, 19 из которых — по партийным спискам и столько же — по одномандатным избирательным округам. Согласно Уставу Волгоградской области срок полномочий избранных депутатов продлится пять лет.

### Председатели
1. Семергей, Леонид Васильевич (1994—1998)
2. Приписнов, Виктор Иванович (1998—2001)
3. Гребенников, Роман Георгиевич (2001—2005)
4. Лихачёв, Виталий Викторович (2005—2009)
5. Кабанов, Владимир Александрович (2009—2010)
6. Ефимов, Владимир Вячеславович (2010—2014)
7. Семисотов, Николай Петрович (2014—2019)
8. Блошкин, Александр Иванович (с 2019)

## Представитель в Совете Федерации

### C 2000 года
1. Голованчиков Александр Борисович — полномочия признаны 14 июня 2001 г. (№ 202-СФ от 29 июня 2001 г.), истекли 19 февраля 2004 г. (№ 40-СФ от 25 февраля 2004 г.)
2. Артюхов Вадим Витальевич — полномочия признаны 19 февраля 2004 г. (№ 41-СФ от 25 февраля 2004 г.), истекли 25 марта 2009 г. (№ 51-СФ)
3. Плотников Владимир Николаевич — полномочия признаны 25 марта 2009 г. (№ 51-СФ), истекают в марте 2014 г.
4. Ефимов Владимир Вячеславович — полномочия признаны 25 сентября 2014 года
5. Лебедева Татьяна Романовна — полномочия признаны 2 октября 2014 года — истекли в сентябре 2019 года
6. Горняков Сергей Васильевич — полномочия признаны 9 октября 2019